# Покровська церква (Лозова)

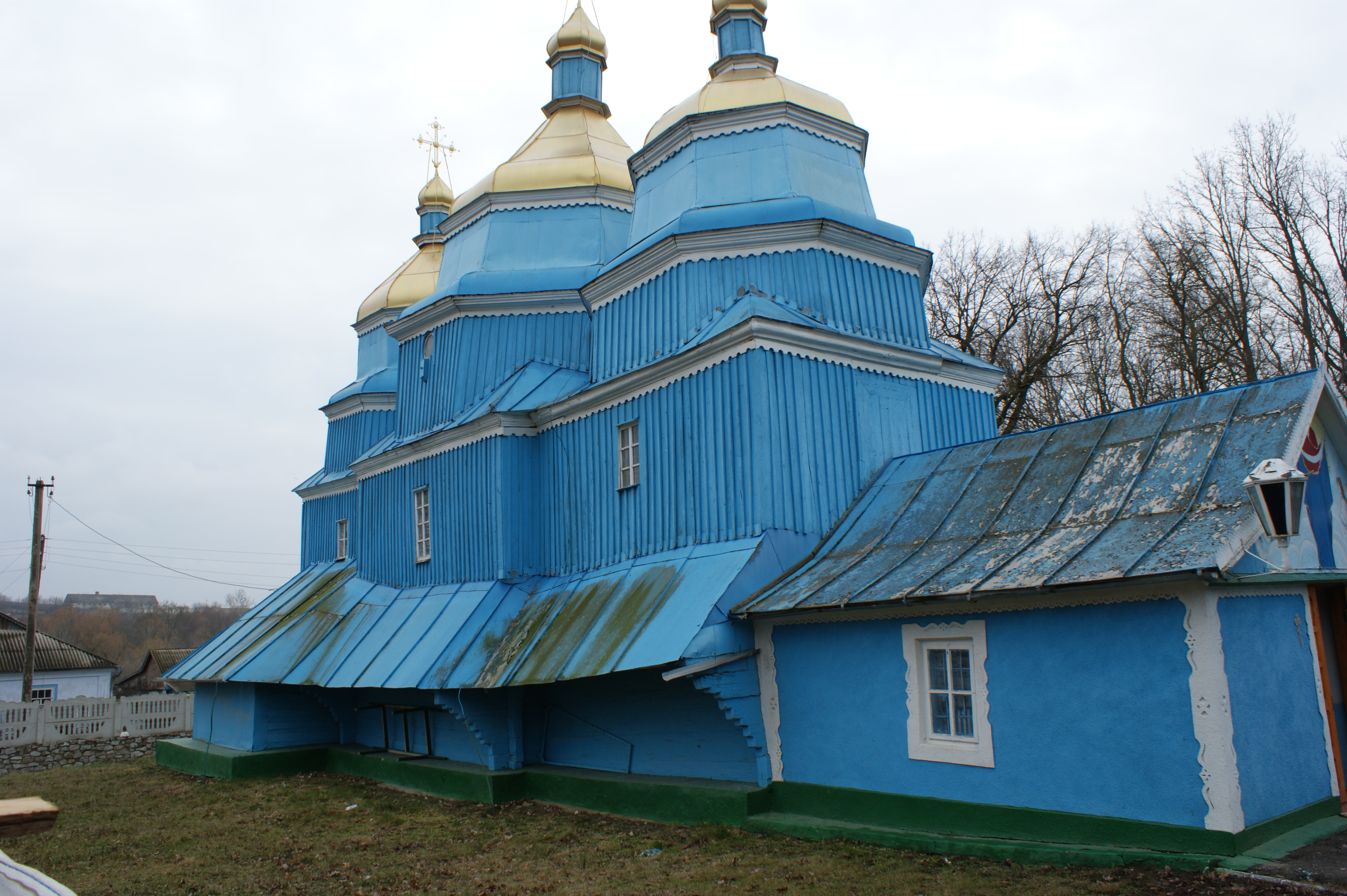
Покровська церква с.Лозова

Покровська церква — стародавня дерев'яна церква XVIII століття у селі Лозова Шаргородської міської громади Жмеринського району Вінницької області.

## Історія
Дерев'яна Покровська церква в Лозовій — найстаріший дерев'яний храм Вінничини, що зберігся. Храм збудовано в 1700—1702 pоках. 
Піп Григорій Волошеновський вступив на парафію у 1792 р. і сильно противився переходу на православіє. За це його у 1796 р. заарештували і 15 місяців тримали у Вінницькій в’язниці. Помер у Лозовій у 1835 році. 

## Особливості будови
Це типовий тричастковий триголовий храм подільської школи народної архітектури XVII сторіччя. Покровська церква відрізняється бездоганними пропорціями.

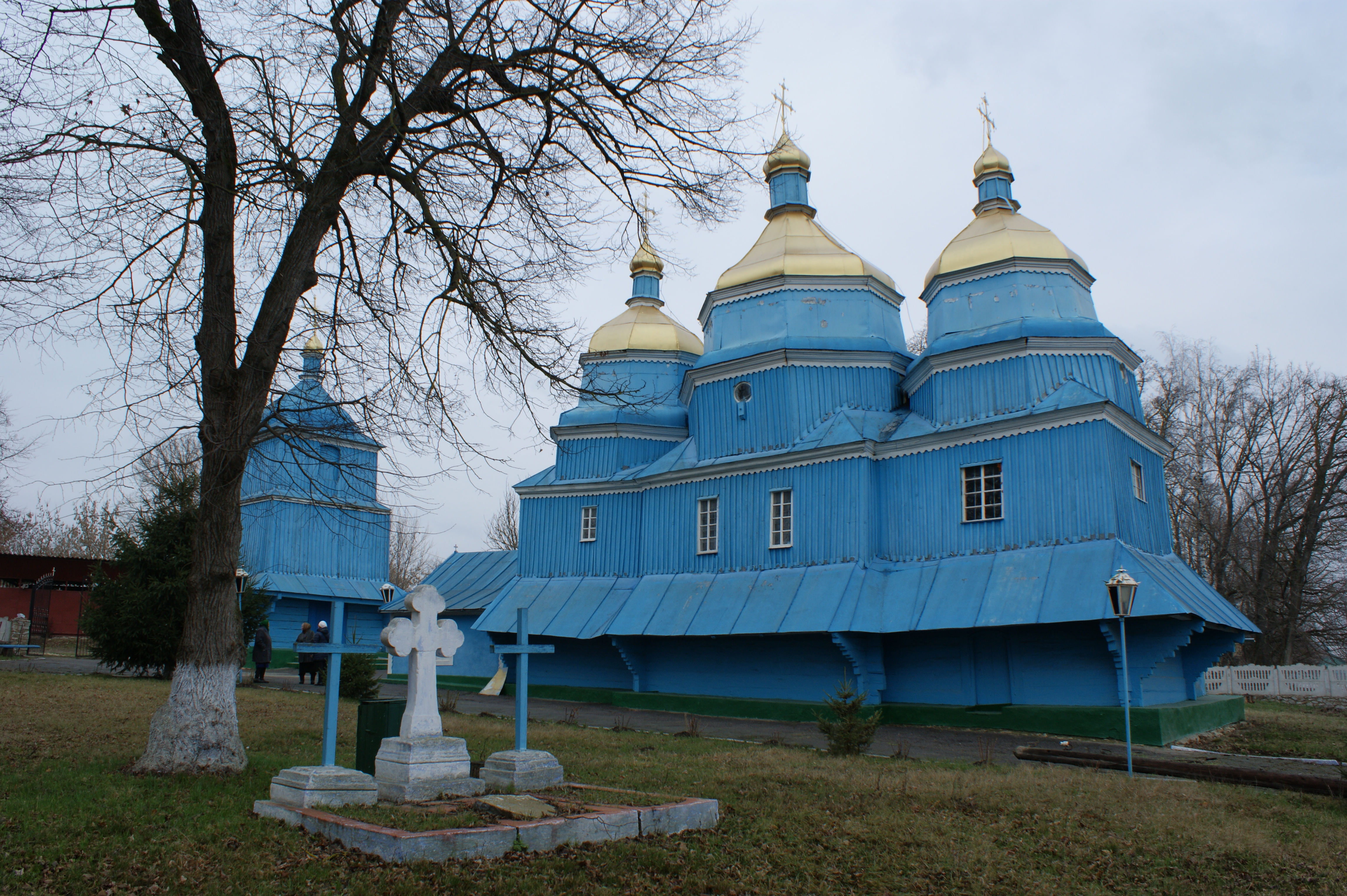
Кам'яні хрести біля церкви

Навпроти західного фасаду розташована масивна триярусна дзвіниця з наскрізним проходом у нижньому ярусі. На обійсті Покровської церкви зберігся кам'яний обеліск з хрестом, який яскраво розфарбований. Це — пам'ятник скасування кріпосного права, споруджений 1865 року.